# Кармельська Богоматір
Кармельська Богоматір, також Пресвята Діва Марія з гори Кармель, або Скапулярна Богоматір — образ Пресвятої Діви Марії, покровительки кармелітів. Образ виник після явлення Богоматері 16 липня 1251 року святому Симону Стоку, генеральному пріору ордена. Вшанування образу тісно пов'язане з традицією носіння скапулярія кармелітів. Вшановується як покровителька ордену кармелітів. Літургічне свято відзначається у всій Римсько-католицькій церкві в день явлення.
В Іспанії, Пуерто-Ріко та Коста-Ріці вона є покровителькою моря, а також покровителькою іспанського флоту. У Домініканській Республіці існують традиції, пов'язані із святкуванням Дня Богоматері з гори Кармель.. Вважається покровителькою Чилі, збройних сил і карабінерів.. Є покровителькою національної поліції, армії, моряків і водіїв у Колумбії.. У Болівії є покровителькою нації та збройних сил.. У Перу вона є покровителькою кріолісмо та вічним мером міста Ліма.. У Венесуелі є покровителькою армії та водіїв. Крім того, вона була покровителькою Андської армії, яка на чолі з генералом Хосе де Сан-Мартіном принесла незалежність Аргентині, Чилі та Перу.
Перші кармеліти були колишніми лицарями-хрестоносцями, які стали пустельниками і створили громаду на горі Кармель у Святій Землі наприкінці XII — в середині XIII століття. У центрі свого монастиря вони збудували каплицю на честь Діви Марії. У кармелітів було поширене шанування Богоматері як своєї покровительки, що знайшло відображення в повній назві ордена — Орден братів Пресвятої Діви Марії з гори Кармель (лат. Ordo Fratrum Beatae Mariae Virginis de Monte Carmelo).
Після явлення Діви Марії святому Симону Стоку в середині XIII століття популярність культу Богоматері Кармельської зростала, досягнувши великого поширення в XV столітті. Частково це було пов'язано з традицією носіння, що набула широкого поширення, скапулярія коричневого кольору, який Богоматір дарувала кармелітам під час свого явлення, як знак свого особливого заступництва їх ордену. Вона обіцяла особливу допомогу у справі порятунку тим, хто носитиме цей скапулярій за дотримання певних умов.
Меса на згадку про явище Богоматері Кармельської вперше відслужили в Англії у другій половині XIV століття. Метою літургійних урочистостей була подяка Діві Марії, покровительці ордена кармелітів. Ймовірно, започаткування свята відбулося в Кембриджі 1374 року. Спочатку днем урочистостей було обрано 17 липня, але через те, що на материку цього дня відзначали пам'ять святого Олексія, його перенесли на 16 липня. Гімн латинською мовою «Квітка Кармеля» (лат. Flos Carmeli) з'явився в цей же час, як частина святкового богослужіння.
У Римо-католицькій церкві шануються чудотворними кілька картин і статуй із зображенням образу, наприклад, Кармельська Богоматір у Бидгощі. На честь образу також збудовано велику кількість монастирів та церков.